# Havajski jezik
Havajski jezik (ISO 639-3: haw; havajski: ‘Ōlelo Hawai‘i, 'Olelo Hawai'i Makuahine) jest, uz engleski, službeni jezik na Havajskom otočju. Član je markiške podskupine, šire polinezijske skupine austronezijskih jezika. Danas ga govori ili razumije oko 8000 ljudi, a za 1000 osoba je materinski jezik. Prije je (1900.) bio prvi jezik 37 000 govornika.
Dubravko Škiljan (1994.) navodi kako je havajskim jezikom u jednom trenutku govorilo svega 500 govornika. Havajski označava kao temelj kreolskome jeziku, nastalom amalgamacijom s engleskim jezikom, koji je postao sredstvom opće komunikacije oko 500 000 žitelja Havajskoga otočja.
Većina ih živi na otoku Niihauu i velikom otoku Hawaii.
Havajski alfabet (piapa), sastavili su misionari u 19. stoljeću. Ima 12 znakova, 5 samoglasnika (a, e, i, o, u) i 7 suglasnika (h, k, l, m, n, p, w). Sve riječi u havajskom jeziku završavaju samoglasnikom (a,o,e,i,u).
Riječ wiki, po kojem je Wikipedija dobila ime, dolazi iz havajskog jezika, a znači 'brzo'.

## Vanjske poveznice
- Ethnologue (15th)
- Ethnologue (16th)
- Hawaiian